# Number i
 (août 2024).
La mise en forme du texte ne suit pas les recommandations de Wikipédia : il faut le « wikifier ».
Les points d'amélioration suivants sont les cas les plus fréquents. Le détail des points à revoir est peut-être précisé sur la page de discussion.
- Les titres sont pré-formatés par le logiciel. Ils ne sont ni en capitales, ni en gras.
- Le texte ne doit pas être écrit en capitales (les noms de famille non plus), ni en gras, ni en italique, ni en « petit »…
- Le gras n'est utilisé que pour surligner le titre de l'article dans l'introduction, une seule fois.
- L'italique est rarement utilisé : mots en langue étrangère, titres d'œuvres, noms de bateaux, etc.
- Les citations ne sont pas en italique mais en corps de texte normal. Elles sont entourées par des guillemets français : « et ».
- Les listes à puces sont à éviter, des paragraphes rédigés étant largement préférés. Les tableaux sont à réserver à la présentation de données structurées (résultats, etc.).
- Les appels de note de bas de page (petits chiffres en exposant, introduits par l'outil «  Source ») sont à placer entre la fin de phrase et le point final[comme ça].
- Les liens internes (vers d'autres articles de Wikipédia) sont à choisir avec parcimonie. Créez des liens vers des articles approfondissant le sujet. Les termes génériques sans rapport avec le sujet sont à éviter, ainsi que les répétitions de liens vers un même terme.
- Les liens externes sont à placer uniquement dans une section « Liens externes », à la fin de l'article. Ces liens sont à choisir avec parcimonie suivant les règles définies. Si un lien sert de source à l'article, son insertion dans le texte est à faire par les notes de bas de page.
- La présentation des références doit suivre les conventions bibliographiques. Il est recommandé d'utiliser les modèles {{Ouvrage}}, {{Chapitre}}, {{Article}}, {{Lien web}} et/ou {{Bibliographie}}. Le mode d'édition visuel peut mettre en forme automatiquement les références.
- Insérer une infobox (cadre d'informations à droite) n'est pas obligatoire pour parachever la mise en page.

Pour une aide détaillée, merci de consulter Aide:Wikification.
Si vous pensez que ces points ont été résolus, vous pouvez retirer ce bandeau et améliorer la mise en forme d'un autre article.
 (août 2024).
Number_i (ナンバーアイ) est un groupe de danse et de chant japonais composé de trois membres. Appartient à TOBE. Le 1er janvier 2024, elle fait ses débuts dans le monde entier avec le single numérique « GOAT ». Son nom de fan est "iLYs".

## Biographie
Le 22 mai 2023, Sho Hirano, Yuta Jinguji et Yuta Kishi, qui étaient des membres actifs du groupe d'idoles masculines de Johnny's Jimusho, King & Prince, ont quitté le groupe . Le même jour, Hirano et Jinguji quittent Johnny's  le 7 juillet, ils annoncent qu'ils rejoindront TOBE, une agence de divertissement fondée par Hideaki Takizawa .
Le 30 septembre, Kishi a quitté Johnny's Jimusho (actuellement SMILE-UP.) en raison de la fin de la promotion du film «G-Men » dans lequel il jouait . Lors d'une diffusion en direct sur YouTube depuis le Tokyo Dome le 15 octobre, il a annoncé qu'il rejoindrait TOBE, et a également annoncé qu'Hirano, Jinguuji et Kishi avaient formé un nouveau groupe appelé Number_i .
Le groupe apparaîtra pour la première fois en couverture du magazine « NYLON JAPAN GLOBAL ISSUE04 » (double couverture recto et verso) qui sortira le 15 novembre 2023. Il a été réimprimé avant sa sortie  et classé 2e dans le classement annuel TOWER BOOKS 2023 de Tower Records .
Le 29 décembre, X officiel, Instagram officiel et TikTok officiel exploités par le personnel de Number_i ont été ouverts .
Le 1er janvier 2024, le 1er single numérique « GOAT » est sorti . Le nombre de vues sur YouTube a atteint 10 millions de vues en trois jours après sa sortie, le plus rapide jamais enregistré pour un premier single d'un artiste masculin japonais , et il a été classé n°1 mondial dans le classement quotidien des vidéoclips MV de YouTube le 3 janvier.
Le 2 mars, Number_i a fait une apparition en direct sur " Venue 101 Expanded Edition " de NHK General TV pour sa première apparition télévisée depuis la création de Number_i ,
Le 6 mars, le premier CD single du groupe, « GOAT », est sorti exclusivement sur TOBE ONLINE STORE.
Le 14 avril, ils ont fait leur première apparition au Coachella Valley Music and Arts Festival 2024, interprétant "FUJI" et "GOAT" sur la scène spéciale "88rising Futures". Pour "GOAT", il a collaboré avec Jackson Wang de GOT7 .
Le 25 juin, il a été classé « No.O -ring- » dans le « Classement des albums numériques » des « Ventes par œuvres » du « Classement Oricon du premier semestre 2024 ».　«No.O -ring- » a remporté la première place. De plus, "GOAT" s'est classé 2ème, occupant la 1ère et la 2ème place pour la première fois dans l'histoire du classement des albums numériques pour le premier semestre .

## membre
Source du profil 
| nom          | date de naissance | groupe sanguin | Lieu de naissance     |
| ------------ | ----------------- | -------------- | --------------------- |
| Sho Hirano   | 29 janvier 1997   | Type O         | Préfecture d'Aichi    |
| Yuta Jinguji | 30 octobre 1997   | Type O         | Préfecture de Chiba   |
| Yuta Kishi   | 29 septembre 1995 | Type A         | Préfecture de Saitama |

## discographie

### célibataire

#### CD unique
|      | date de sortie | titre | Formulaire de vente | Formulaire de vente        | Numéro de pièce standard | rang       |
| Haut | date de sortie | titre | Formulaire de vente | Formulaire de vente        | Numéro de pièce standard |            |
| ---- | -------------- | ----- | ------------------- | -------------------------- | ------------------------ | ---------- |
| 1er  | 6 mars 2024    | GOAT  | CD + BD             | Première édition limitée A | TBCD0723X                | 1ère place |
| 1er  | 6 mars 2024    | GOAT  | CD + BD             | Première édition limitée B | TBCD0724X                | 1ère place |
| 1er  | 6 mars 2024    | GOAT  | CD                  | Édition régulière          | TBCT0725                 | 1ère place |

#### Distribution limitée unique
|      | date de sortie | titre           | rang         | rang         | rang         | rang         | CD inclus |
| DS   | date de sortie | titre           | Chaud        | DL           | ST           |              | CD inclus |
| ---- | -------------- | --------------- | ------------ | ------------ | ------------ | ------------ | --------- |
| 1er  | 1 janvier 2024 | GOAT            | 1ère place   | 1ère place   | 1ère place   | 15ème place  | GOAT      |
| 2ème | 12 avril 2024  | Blow Your Cover | 9ème place   | 5ème place   | 2ème place   | 91ème place  | GOAT      |
| 3ème | 19 août 2024   | INZM            | À déterminer | À déterminer | À déterminer | À déterminer | No.I      |

### album

#### album studio
|      | date de sortie    | titre | Formulaire de vente | Formulaire de vente                                | Numéro de pièce standard | rang         | rang         | rang         | rang         |
| D.A. | date de sortie    | titre | Formulaire de vente | Formulaire de vente                                | Numéro de pièce standard | Chaud        | Haut         | DL           |              |
| ---- | ----------------- | ----- | ------------------- | -------------------------------------------------- | ------------------------ | ------------ | ------------ | ------------ | ------------ |
| 1er  | 23 septembre 2024 | No.I  | CD+BD               | Première édition limitée de production [No.I ver.] | TBCT0741X                | À déterminer | À déterminer | À déterminer | À déterminer |
| 1er  | 23 septembre 2024 | No.I  | CD+BD               | Première édition limitée de production [INZM ver.] | TBCT0742X                | À déterminer | À déterminer | À déterminer | À déterminer |
| 1er  | 23 septembre 2024 | No.I  | CD                  | Édition régulière                                  | TBCT0743                 | À déterminer | À déterminer | À déterminer | À déterminer |

#### mini-album
|      | date de sortie | titre       | Formulaire de vente | Formulaire de vente      | Numéro de pièce standard | rang       | rang       | rang       | rang       |
| D.A. | date de sortie | titre       | Formulaire de vente | Formulaire de vente      | Numéro de pièce standard | Chaud      | Haut       | DL         |            |
| ---- | -------------- | ----------- | ------------------- | ------------------------ | ------------------------ | ---------- | ---------- | ---------- | ---------- |
| 1er  | 27 mai 2024    | No.O -ring- | CD                  | Première édition limitée | TBCT0730                 | 1ère place | 1ère place | 1ère place | 1ère place |
| 1er  | 27 mai 2024    | No.O -ring- | CD                  | Édition régulière        | TBCT0731                 | 1ère place | 1ère place | 1ère place | 1ère place |

### clip vidéo
| année | titre           | lien       | directeur     |
| ----- | --------------- | ---------- | ------------- |
| 2024  | GOAT            | [ 動画 1 ] | Yuichi Kodama |
| 2024  | Blow Your Cover | [ 動画 2 ] | Yusuke Tanaka |
| 2024  | BON             | [ 動画 3 ] | Takuto Shinbo |

### Œuvres participantes
| date de sortie | artiste   | titre           | Formulaire de vente | étiquette  |
| -------------- | --------- | --------------- | ------------------- | ---------- |
| 18 mars 2024   | to HEROes | Be on Your side | livraison           | TOBE MUSIC |
| 1 mai 2024     | to HEROes | Be on Your side | CD                  | TOBE MUSIC |

## concert solo

### Programme de distribution
- Tobeban (25 novembre 2023 -, YouTube ) [21]
- Les vacances d'été de TOBE. (24 décembre 2023 -, ABEMA ) *5 fois au total

### CM/Publicité
- to HEROS ~TOBE 1st Super Live~ (14-17 mars 2024, Tokyo Dome ) [22],[23]
- Coachella Valley Music and Arts Festival 2024 « 88rising Futures » (14 avril 2024, Californie, États-Unis ) [16],[24]
- ROCK IN JAPAN FESTIVAL 2024 (11 août 2024, parc sportif Chiba City Soga ) [25],[26]
- SUMMER SONIC 2024 (Prévu le 17 août 2024, Stade Marin ZOZO /18 août, Parc Commémoration de l'Expo ) [27]
- WIRED MUSIC FESTIVAL'24 (prévu le 13 octobre 2024, Aichi Sky Expo ) - Invité spécial [28]

### festival en direct
- Act for HOPE to HEROes PROJECT au TOKYO DOME (11 août 2024, Tokyo Dome) [29],[30]

### Annotation
1. ↑  [vidéo] « Number_i - GOAT (Official Music Video) », sur YouTube
2. ↑  [vidéo] « Number_i - Blow Your Cover (Official Music Video） », sur YouTube
3. ↑  [vidéo] « Number_i - BON (Official Music Video) », sur YouTube